# Adriaan Blaauw

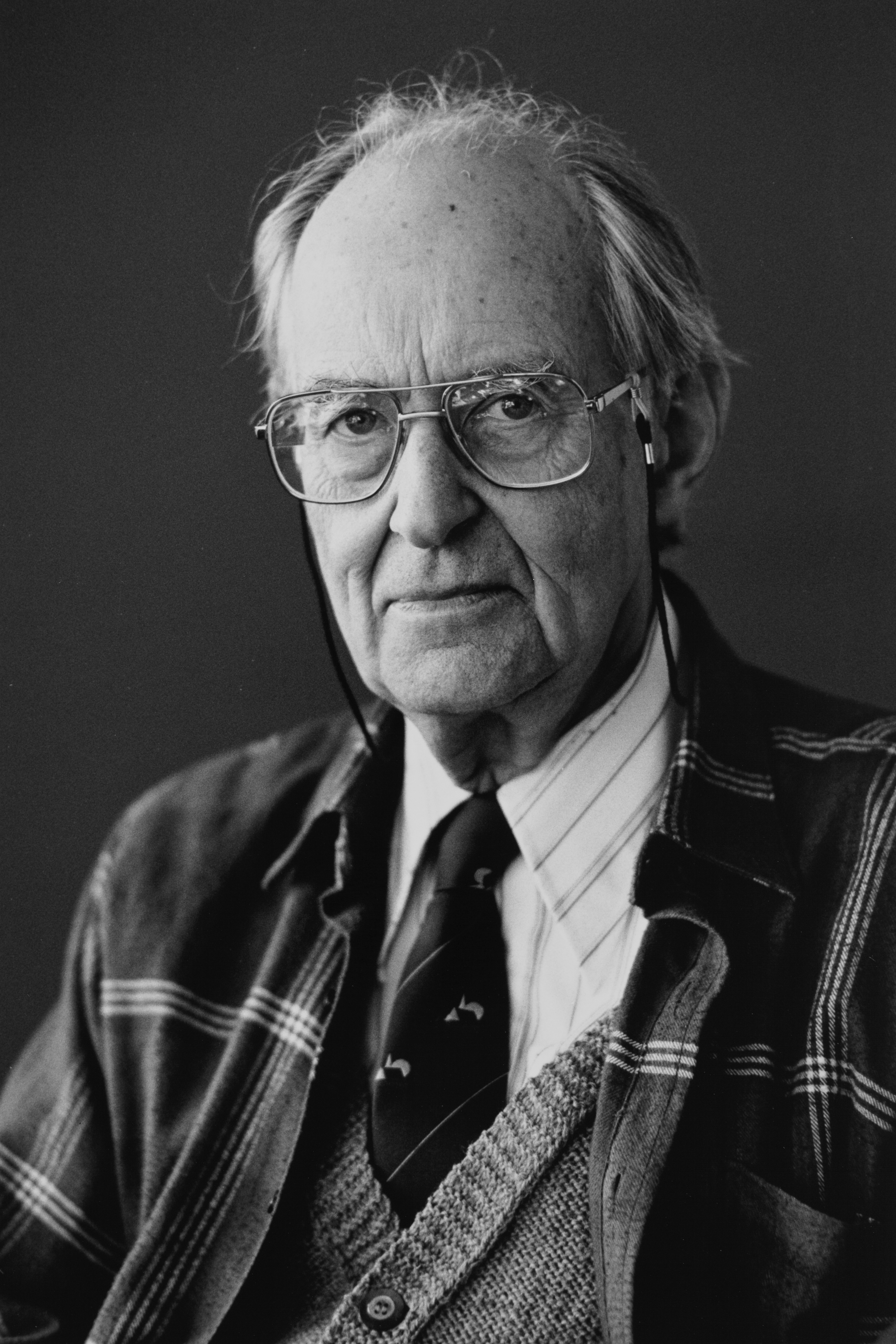
Adriaan Blaauw (1991)

Adriaan Blaauw (* 12. April 1914 in Amsterdam; † 1. Dezember 2010 in Groningen) war ein niederländischer Astronom.
Blaauw studierte an den Universitäten von Leiden und Groningen und war unter anderem am Yerkes-Observatorium, der Leidener Sternwarte und der Universität Groningen tätig. Schwerpunkte seiner Forschung waren Sternhaufen und die weniger dichten Sternassoziationen, aus Doppelsternsystemen bei der Explosion eines Partners freigesetzte 'Ausreißersterne', die Struktur der Milchstraße sowie Sternentstehung und die kosmische Entfernungsskala.
Blaauw war ein erfolgreicher Wissenschaftsmanager. Unter anderem war er Mitgründer der Fachzeitschrift Astronomy and Astrophysics, von 1970 bis 1974 zweiter Generaldirektor der Europäischen Südsternwarte und von 1976 bis 1979 Präsident der Internationalen Astronomischen Union. Er veröffentlichte auch zur Geschichte astronomischer Forschungsorganisationen wie der ESO und der IAU.

## Ehrungen
- 1963 Mitglied der Königlich Niederländischen Akademie der Wissenschaften
- 1973 Mitglied der American Academy of Arts and Sciences
- 1978 Jules-Janssen-Preis
- 1979 Der Asteroid (2145) Blaauw wurde nach ihm benannt
- 1989 Bruce Medal
- 1993 Mitglied der Academia Europaea[1]